# 1000
1000 (M) fue un año bisiesto comenzado en lunes del calendario juliano, en vigor en aquella fecha. En el calendario gregoriano proléptico, fue un año común comenzado en miércoles. Es el año 1000 de la era común y del anno Domini, el milésimo y último año del primer milenio, el centésimo y último año del siglo X, y el primer año de la década de 1000.
En el marco de la historiografía occidental se enmarca en la Plena Edad Media, siendo considerado como el inicio de ella. El Mundo Musulmán se hallaba en su era dorada. Por su parte, en China reinaba la dinastía Song, en Corea la dinastía Koryo y Japón se encontraba en pleno Período Heian. India estaba inmersa en el periodo de los Reinos Medios, como el reinado de la Dinastía chalukya, la Dinastía Pala, la Dinastía Chola y diversos más. El África subsahariana continuaba inmersa en el período prehistórico, mientras que el tráfico de esclavos estaba comenzando a ser un factor importante en el desarrollo de los Reinos del Sahel. El mundo precolombino estaba en un momento clave de cambio político. Las culturas Wari y Tiahuanaco se estaban retirando del poder e influencia en Sudamérica, por el contrario las culturas chachapoyas y el Reino Chimú se hallaban en pleno ascenso y florecimiento cultural. En Mesoamérica el periodo clásico maya avenía a su final, con el decaimiento de las políticas impulsadas en la Cuenca del Petén, viendo así la caída de los estados Palenque y Tikal. En tanto que las culturas situadas en la península del Yucatán vislumbraban su periodo dorado de desarrollo, en Chichén Itzá, Uxmal y Mitla, que con influencia mixteca se convirtieron en los asentamiento más importantes de los zapotecas, eclipsando a su vez al menguante Monte Albán. Cholula vio su pujanza en el centro de México, al igual que Tollan-Xicocotitlan, centro neurálgico de la cultura tolteca. 

Se estima que la población mundial se hallaba en la horquilla de 250 y 310 millones.

## Acontecimientos

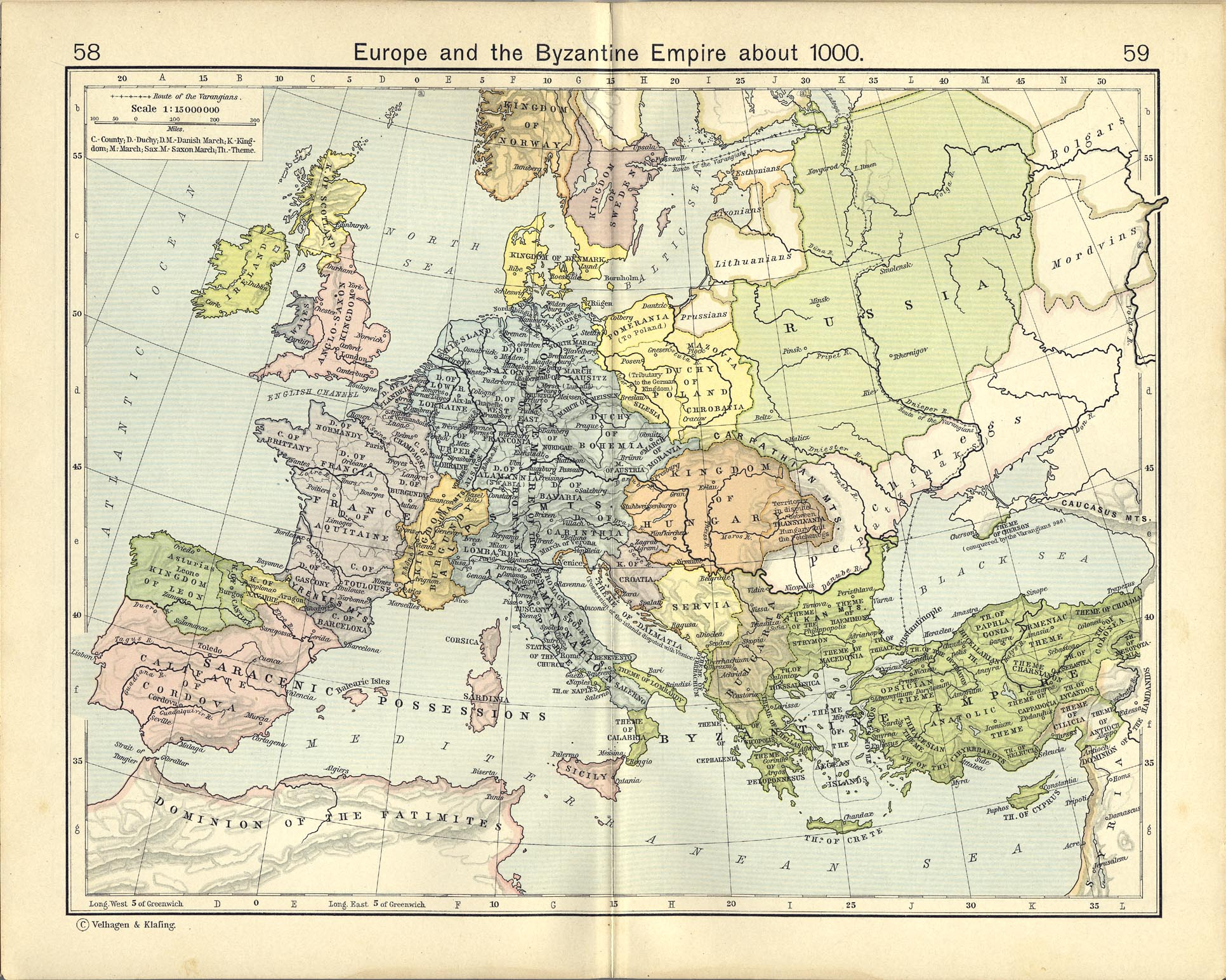
Europa en el año 1000.

- 1 de enero: según un mito historiográfico, en esta fecha amplios sectores de la población europea creyeron que este día sucedería el fin del mundo (apocalipsis milenarista) al cumplirse los mil años del nacimiento de Jesucristo, por lo cual se produjeron disturbios y hubo masivas peregrinaciones hacia Jerusalén para poder morir en Tierra Santa. Actualmente se sabe que no sucedieron tales hechos, cuyo relato se remonta al Renacimiento, siendo popularizado por los historiadores del siglo XIX.[2][3][4][5][6]
- 10 de enero: Muere la emperatriz viuda Masako, emperatriz consorte del difunto emperador Reizei.
- 11 de marzo: en Polonia se celebra el Congreso de Gniezno, uno de los eventos más relevantes de la historia de ese país.
- 8 de abril: En Japón, Fujiwara no Shoshi es ascendida a emperatriz (Chugu), mientras que en ese mismo momento también había otra emperatriz Fujiwara no Teishi. Esta es la primera vez en toda la Historia de Japón que hay dos emperatrices.
- 29 de julio: en las Peñas de Cervera de Burgos, el caudillo musulmán Almanzor vence a la coalición cristiana (navarros, leoneses y castellanos) al mando de Sancho García y de García Gómez, en la batalla de Cervera.
- 9 u 11 de septiembre: En la Batalla de Svolder, el rey de Noruega Olaf I fue derrotado por los reyes escandinavos de Dinamarca y Noruega. El rey de Dinamarca, Svend I estableció el dominio danés sobre parte de Noruega. A raíz de este control se fundó la ciudad de Oslo, actual capital de Noruega.
- 25 de diciembre: El Reino de Hungría se forma a partir del antiguo Principado de Hungría con la coronación de Esteban I en Esztergom, convirtiéndose además al catolicismo. En los siglos posteriores se convertiría en el poder cultural preeminente en la Europa Central.

### Europa
- En Noruega, se funda la ciudad de Oslo (fecha tradicional; el aniversario N.º 1000 se celebró en el año 2000).
- En Noruega, los hermanastros Eiríkr Hákonarson y Sveinn Hákonarson son nombrados corregentes.

### Cristiandad
- En la Europa Continental, El Sacro Imperio Romano Germánico se establece como potencia dominante. El emperador Otón III realizó una peregrinación desde Roma a Aquisgrán y Gniezno, realizando paradas en Ratisbona, Meißen y Magdeburgo. El Congreso de Gniezno fue parte de esta peregrinación. En Roma, Otón construyó la basílica de San Bartolomeo all'Isola, para acoger las reliquias de Bartolomé el Apóstol.
- En el Reino de Francia, Roberto II de Francia, hijo de Hugo Capeto, era el rey de la dinastía de los Capetos. El Imperio Bizantino, que estaba gobernado por la Dinastía Macedonía, se encontraba en una larga y tortuosa guerra contra el Primer Imperio Búlgaro. En el año 1000, los generales bizantinos Teodorocano y Nicéforo Xifias capturaron las antiguas capitales búlgaras de Pliska y Preslav, además de Pereyaslavets, extendiendo el control bizantino sobre la región del noreste del Estado Búlgaro, en Misia y Escitia Menor. Simultáneamente, el Imperio Bizantino estaba resultando esencial para la Cristianización de la Rus de Kiev y otros estados Eslavos medievales.
- En Escandinavia, la cristianización de los Reinos otrora paganos estaba en su fase de desarrollo inicial, con el Alþingi y la Mancomunidad Islandesa abrazando el catolicismo en el año 1000.
- En Gran Bretaña, un unificado Reino de Inglaterra se estaba desarrollando a partir de varios reinos Anglo-sajones.
- El papado se encontraba en un periodo de franca decadencia, conocido actualmente como Saeculum obscurum (Edad Oscura) o Pornocracía (Gobierno de las rameras), unos sucesos que desembocarían en el Cisma de Oriente, la división entre la Iglesia Romana Católica Apostólica occidental y la Iglesia ortodoxa Oriental.
- Sancho III de Navarra se corona como Rey de León y Navarra. La Reconquista estaba realizando algunos avances, pero el Sur de la península ibérica sería dominado por el Mundo Islámico aún por algunos siglos más.
- En el Reino de Croacia, el ejército de la República de Venecia liderado por Pietro II Orseolo conquistó la isla de Lastovo.
- El viñedo Château de Goulaine fue fundado en el Reino de Francia.
- Se funda la archidiócesis de Gniezno, la diócesis de Kołobrzeg, Cracovia y Breslavia. En la primera el primer obispo fue Radim Gaudentius.
- La fundición de campanas fue fundada en Italia, en la Pontificia Fonderia Marinelli.

### Mundo Islámico
El Mundo Islámico se encontraba inmerso en su Era Dorada, aún organizado en califatos, continuó con su dominio de la mano del Califato abasí y el Califato de Córdoba en la península ibérica y con las campañas en África e India. En este mismo periodo, Persia se encontraba inmersa en un ciclo de inestabilidad, con varios grupos seccionándose del dominio abasí, el cual el Imperio gaznávida se alzaría como el más poderoso.
El Mundo Islámico estaba alcanzando su cenit en cuanto desarrollo científico se refiere. Académicos y científicos importantes florecieron el año 1000, como Abulcasis, Ibn Yunus -publica el tratado de astronomía Al-Zij al-Hakimi al-Kabir en El Cairo-, Abū Sahl al-Qūhī, Abu Mahmud Joyandí, Abu Nasr Mansur, Abu'l-Wafa, Ahmad ibn Fadlan, Al-Muqaddasi, Ali ibn Isa al-Asturlabi y Al-Karaŷí. Entre todos ellos realizaron trabajos, avances y descubrimientos en medicina, matemática, astronomía, física y química. Alrededor de este año, Alhacén escribiría su Libro de Óptica mientras que Avicena, Averroes, Al-Biruni se establerecian como científicos de alto renombre e importancia.
Durante este periodo, se produce la migración túrquica que llega a Europa Occidental, con mucha de su población convertida al islam. Las tribus túrquicas que realizaron esta acción fueron los Jázaros, Protobúlgaros y Pechenegos.

### América
- Leif Erikson llega a América, llamándola Vinland, Helluland y Markland, en la moderna Terranova y Labrador canadiense.
- En la región andina comienza un retroceso de las culturas Wari y Tiwanaku, mientras se desarrollan las de Chachapoyas y los chimúes.
- En Mesoamérica, termina el Período Clásico de los mayas con el abandono de las grandes ciudades del Petén como Palenque y Tikal. Chichén Itzá y Uxmal comienzan su actividad constructora. Mitla, principal ciudad zapoteca, Cholula y Tula florecen.
- Los taínos se convierten en la cultura predominante en lo que hoy es Puerto Rico.
- En Colombia se inicia el desarrollo a su máximo esplendor de las culturas Quimbaya, Calima, Zenú y Tayrona.

### Asia
- En China se inventa la pólvora.
- En la actual Bangladés (al este de la India) se funda la ciudad de Daca (actual capital del país).
- Ferdousí (935-1020) escribe Shāhnāmé (El libro de los reyes). Este cuenta la historia y mitología de Irán desde la creación del mundo hasta el siglo VII.
- En la Japón del período Heian se produce el Escándalo del Palacio, donde la princesa consorte Yasuko tuvo una aventura. Su medio hermano Michinaga lo investiga secretamente y encuentra la verdad sobre su embarazo. Yasuko debe abandonar el palacio y se refugía en el patrocinio de la emperatriz viuda Senshi.
- Murasaki Shikibu comienza a escribir la Genji Monogatari o Novela de Genji.
- Aproximadamente por estas fechas, Babilonia es abandonada.

### África
- El mercado árabe de esclavos comienza a ser un factor importante en la formación de los reinos sajelianos, una franja de mil km de ancho entre el océano Atlántico y el mar Rojo.

## Demografía
- La población mundial alcanza los 300 millones. Las ciudades más pobladas de la Tierra son:

1. Córdoba (Califato de Córdoba): 450 000 habitantes
2. Kaifeng, Dinastía Song (China): 400 000 h
3. Constantinopla (Imperio Bizantino): 300 000 h
4. Angkor, Imperio jemer (Camboya): 200 000 h
5. Kioto, periodo Heian (Japón): 175 000 h
6. El Cairo (Califato fatimí): 135 000 h
7. Bagdad (Dinastía búyida): 125 000 h
8. Nishapur (Imperio Gaznávida): 125 000 h
9. Al-Hasa, Cármata (Arabia): 110 000 h
10. Patán, Dinastía Chaulukya (India): 100 000 h[7]

## Nacimientos
- Adalberto de Lorena, duque de Alta Lorena (f. 1048).
- Adalberto de Hamburgo y Bremen, arzobispo de Hamburgo (f.1072)
- Al-Mu'ayyad fi'l-Din al-Shirazi, académico fatimida(f. 1078)
- Argiro, comandante bizantino de origen lombardo (f. 1068).
- Bertoldo II de Carintia, miembro de la casa de la Casa de Zähringen, duque de Carintia y margrave de Verona (f. 1078)
- Constantino IX, emperador bizantino (f. 1055).
- Domingo de Silos, religioso santo español (f. 1073).
- Egberto de Fulda, abad de la Abadía principesca de Fulda (f. 1058)
- Gilberto de Brionne (f. 1040)
- Guillermo V de Auvernia, conde de Auvernia (f. 1064)
- Guigues I de Albon, noble francés (f. 1070)
- Irmgarda de Colonia, condesa de Aspel (f. 1065)
- Juan Mauropo, poeta, erudito y escritor bizantino (fecha aproximada) (f. 1090)
- Kyiso, rey del Reino de Pagan (f. 1038)
- Luisulfo de Lorena, noble germano (f. 1031)
- Lý Thái Tông, emperador de la Dinastía Lý (f. 1054)
- Mauricio de Pannonhalma, religioso francés benedictino, obispo de Péz (f. 1070).
- Miguel I Cerulario, religioso bizantino, patriarca de Constantinopla (f. 1059).
- Otón Bolesławowic, príncipe polaco (f. 1033)
- Papa Silvestre III (f. 1063)
- Qawam al-Dawla,  gobernante Bíyida de Kermán (f. 1028)
- Roberto I de Normandía, duque de los normandos. (f.1035)
- Roberto de Chaise-Dieu, sacerdote católico y miembro de la Orden de San Benito (f.1067)
- Rotho, obispo de Paderborn (f. 1051)
- San Duthac, santo patrón de Tain, en Escocia.
- Uta de Ballenstedt, miembro de la casa de Ascania, fue la esposa del margrave Ecardo II de Meissen (f. 1046)
- Yi Yuanji, pintor de la dinastía Dinastía Song (f. 1064)

## Fallecimientos
- Abu Mahmud Hamid ibn Jidr Joyandí, astrónomo y matemático iraní.
- Abu'l Haret Ahmad, Farigunido de Guzgan.
- Abū Sahl al-Qūhī, físico y matemático persa.
- Abu Sahl 'Isa ibn Yahya al-Masihi, físico persa cristiano.
- Ahmad ibn Fadlan, escritor y viajero árabe.
- Abu Mahmud Joyandí, astrónomo y matemático persa.
- Barjawan, eunuco de palacio del Califato fatimí.
- Elfrida, hija del conde Ordgar.
- Fantinus, santo italiano.
- Flaín Muñoz, aristócrata leonés, abuelo paterno del Cid y bisabuelo de la esposa de este.
- García Sánchez II de Pamplona, hijo de Sancho Garcés II Abarca y de la reina Urraca Fernández y rey de Nájera-Pamplona.
- Gosse Ludigman, Podestà de la Provincia de Frisia.
- Huyan Zan, general chino de la Dinastía Song
- Ivar de Waterford, caudillo hiberno-nórdico, rey vikingo de Waterford.
- Jacob ibn Jau, fabricante de seda judío-andaluz.
- Malfrida, probable esposa bohemia del gran príncipe de Kiev Vladímir I de Kiev.
- Manfredo I de Turín, segundo marqués Arduinida de Susa .
- Olaf I, rey noruego, muerto en la Batalla de Svolder.
- Princesa Masako, princesa consorte japonesa.
- Minamoto no Shigeyuki, poeta japonés.
- Ramwod, abad de la abadía de San Emerano en Ratisbona.
- Shahriyar III,  decimosexto gobernante de la dinastía Bavand.
- Tyra Haraldsdatter, princesa de Dinamarca y reina consorte de Noruega.
- Ukhtanes de Sebastia, historiador y prelado armenio.
- Yehudah Ben David Hayyug, lingüista judío-marroquí